# Dosso

Dosso je grad u jugozapadnom Nigeru, i glavno grad istoimene provicije Dosso.